# 阿特湖畔塞瓦尔兴
阿特湖畔塞瓦尔兴是奥地利上奥地利州弗克拉布鲁克县的一个市镇。总面积24平方公里，总人口4997人，人口密度208.2人/平方公里（2005年）。